# Luca Brasi
Luca Brasi é um personagem fictício do romance The Godfather, de Mario Puzo, também existente na adaptação do livro para o cinema, onde é retratado por Lenny Montana. O papel de Luca Brasi teria sido baseado na vida do gangster Santo "Sonny Boy" Ricchiettore, embora isso nunca tenha sido confirmado.

## Biografia
Luca Brasi é o soldado mais forte, mais leal e mais temido de Don Vito Corleone, é mencionado no romance como o único homem que Don Vito tem medo, e vice-versa. Conhecido como assassino selvagem, um dos homens mais perigosos do submundo.
Brasi é tratado como um indivíduo de raciocínio lento e brutal, sua crueldade e lealdade inabalável a Don Vito Corleone o faz ser muito temido e respeitado. Vito Corleone descreve Luca Brasi, mais tarde Al Neri, como um homem "que gira em torno da vida com uma placa que diz "me mate", isso faz com que todos queiram matá-lo, mas ninguém pode, e quando esse homem encontra alguém que não quer matá-lo ele passa a temer que este homem, pensando que ele é o único que pode matá-lo, e passa a o amar". Luca Brasi preferia se matar, a trair o "Padrinho". Durante a Pacificação de Nova York, matou Don Alioto como um aviso para a Família, que imediatamente pediu a paz.
Michael Corleone diz a Kay Adams que Luca Brasi ajudava muito o seu pai, e que certa vez Johnny Fontane, afilhado de Vito, quis se livrar de um empresário, então o Padrinho ofereceu 20 mil dólares(no filme o valor foi alterado para 10 mil) para liberar o Johnny, o empresário não aceitou. No outro dia o Padrinho voltou a falar com o empresário, desta vez acompanhado de Luca Brasi e de Genco Abbandando, e em uma hora o empresário assinou uma liberação no valor de 2 mil dólares (no filme o valor é alterado pra 1 mil). Espantada, Kay Adams pergunta a Michael como eles tinham conseguido isso. Michael disse que Don havia feito "uma oferta irrecusável". Luca Brasi apontou uma arma de fogo na cabeça dele afirmando que ou a assinatura ou o cérebro estariam na liberação. Kay Adams, não acreditando, pediu para que Michael contasse outra história, e ele afirmou que Kay não tinha idade suficiente para ouvir, teria de ter uns 200 anos.
Luca Brasi podia fazer qualquer trabalho sozinho, sem ajudantes, o que dificultava muito uma condenação. Ele também era conhecido por tem matado 6 homens que tentaram matar Don Vito Corleone em duas semanas, acabando com a famosa Guerra do Azeite. Outro incidente envolvendo Luca foi ter matado dois capangas do Al Capone que foram mandados para matar o Don Vito Corleone. Ele amarrou e amordaçou os dois com toalhas em um galpão nas docas do Brooklin, enquanto esquartejava um, o outro com tanto medo engoliu a toalha e morreu asfixiado.
Luca tinha hábitos noturnos, dormia às 6 da manhã, tomava café da manhã às 15, e vagava pelas ruas a madrugada toda, era frequentador do cabaré de Bruno Tattaglia. Uma vez engravidou uma jovem prostituta irlandesa chamada Kelly O'Rourke, quando sua filha nasceu ele forçou a parteira Filomena, sob pena de morte, a arremessar a menina numa fornalha, a parteira não quis fazer, então Luca cortou um dedo dela para mostrar qual era a sua intenção, a parteira teve de jogar a criança, depois Luca matou a jovem irlandesa. Foi denunciado pela parteira que o descreve como um demônio profano. Luca foi preso e queria se matar na prisão, foi quando conheceu Don Corleone que o tirou da prisão e convenceu-o a não se suicidar, desde esse dia Luca Brasi tem uma lealdade inabalável a Don Vito Corleone.
Don Vito Corleone passou instruções para Luca Brasi ir aos Tattaglia e falar que estava insatisfeito, que seu valor não era reconhecido pelos Corleone, ele deveria descobrir o que Virgil Sollozzo estava tramando. Luca disse isso a Bruno Tattaglia, que disse para ele estar no cabaré as 4 horas da manhã, quando o lugar estaria calmo e os funcionários estariam limpando o local. Luca apareceu na hora combinada e Sollozzo disse que precisava de um homem forte e leal como ele, e lhe ofereceu 50 mil dólares para incorporá-lo a familia, Luca mencionou que aceitaria o acordo, mas que nunca faria nada contra o Don Vito, pois tinha uma admiração muito grande por ele. Luca foi surpreendido, Bruno segurou-lhe o braço e Sollozzo deu-lhe uma facada na mão enquanto um assassino passou-lhe uma corda no pescoço, asfixiando-o até a morte. O corpo de Luca foi jogado no mar.
Uma mensagem Siciliana foi mandada aos Corleone, um peixe enrolado no colete de Luca, queria dizer que ele dormia com os peixes. 
Ao ficar sabendo que Vito havia sofrido um atentado, Tom Hagen diz a Sollozzo "Posso até segurar o Sonny, mas ninguém será capaz de segurar o Luca Brasi". No livro os Corleone ficam com medo de Luca ter traído a família, pois Tom Hagen estranhara que Sollozzo não temia um homem forte como Luca quando fora sequestrado. No filme a versão foi alterada, o Caporegime Peter Clemenza explica: "É um recado Siciliano. Significa que Luca Brasi dorme com os peixes, Sollozo matou Luca para garantir a vulnerabilidade do Don".
Apos a morte de Luca o papel de Guarda-Costas do Don foi preenchido por Albert "Al" Neri. Após a conclusão do treinamento de Neri, Tom Hagen diz Michael: "Bem, agora você tem o seu Luca."